# Sinistar: Unleashed
Sinistar: Unleashed es un videojuego de acción espacial para Microsoft Windows lanzado en septiembre de 1999. Diseñado por Marc Michalik y Walter Wright, el juego fue desarrollado por GameFX, un reducido estudio conformado por antiguos miembros de Looking Glass Studios. Originalmente titulado Out of the Void, su desarrollo comenzó en 1997 y no guardaba relación alguna con la franquicia de Sinistar. Sin embargo, después de obtener los derechos de dicha serie ese mismo año por parte de Midway Games, GameFX cambió la idea original del juego y lo desarrolló como una secuela del Sinistar original, el cual había sido lanzado por la compañía Williams en 1982.
Al igual que su predecesor, Sinistar: Unleashed se enfoca en la destrucción de una gran máquina biomecánica denominada Sinistar, la cual aparece en el centro de cada nivel a través de un portal interespacial de energía alimentado por otras máquinas mucho más pequeñas llamadas Sporg. Para lograr su objetivo, el jugador dispone de una amplia variedad de armas, naves y poderes especiales. A diferencia del juego original, Sinistar: Unleashed incluye gráficos en tres dimensiones y una mayor variedad de movimientos disponibles. A su vez, dispone de 29 niveles, de los cuales cinco son ocultos; cada nivel posee su propio Sinistar característico.
El videojuego recibió una acogida moderada tras su lanzamiento. Los críticos elogiaron sus características gráficas, así como la adición de nuevas formas de jugabilidad en el diseño del juego. Varios periodistas expresaron que GameFX logró capturar todos los elementos que representaban un juego al estilo de Sinistar, y que se mantuvo fiel a la franquicia por el sentimiento familiar que generaba a los fanes del juego original. Sin embargo, los críticos descalificaron al diseño de los Sinistar y al hecho de que el juego podía ser considerado como muy repetitivo.

## Jugabilidad
Al igual que su predecesor, Sinistar: Unleashed es un videojuego de acción espacial. Si bien las características gráficas originales de Sinistar y su jugabilidad eran en un espacio de dos dimensiones, esta secuela cuenta con gráficos y jugabilidad en tres dimensiones, dando al jugador la posibilidad de maniobrar y moverse libremente a través de seis ejes diferentes. Sinistar: Unleashed dispone de 29 niveles, cinco de los cuales se encuentran ocultos, y cada nivel tiene un Sinistar. Los niveles de bonificación son misiones temporizadas que implican la destrucción o la protección de un objeto en particular. El jugador recibe una nave espacial y su misión principal es luchar contra una raza alienígena llamada «The Distilled Evil» y sus esclavos, los Sporg. Los Sporg son naves mineras controladas por dicha raza, y son los encargados de alimentar un portal a través del cual el Sinistar (un monstruo biomecánico dedicado a destruir al jugador) aparece. El portal está estacionado en el centro del nivel, y es potenciado con cristales de energía recogidos por los Sporg de los asteroides que se esparcen a lo largo del sector.
El jugador debe evitar que los Sporg alimenten por completo al portal con energía. Mientras se lleva a cabo esta tarea, el jugador se encontrará con varias naves de guerra que tratarán de proteger al portal. Estos enemigos aparecen en el radar en un conjunto dinámico de coordenadas que cambian de blanco a rojo cuando dichas naves se acercan. Si el jugador tiene éxito, el portal se rompe y se prosigue al siguiente nivel. De lo contrario, el Sinistar llegará a través del portal activado y el jugador deberá derrotarlo para poder avanzar de nivel. El jugador dispondrá seis naves diferentes para elegir, así como ocho poderes especiales y nueve armas para destruir a las naves mineras y al Sinistar. El arma más potente es la Sinibomba, la cual está diseñada para vencer al Sinistar, y que también puede ser usada para destruir el portal; esta arma se puede obtener al cosechar cristales de asteroides de la misma manera en que lo hacen los Sporg.

## Desarrollo
El desarrollo de Sinistar: Unleashed, originalmente titulado Out of the Void, se inició en 1997. GameFX, un reducido estudio de videojuegos compuesto de antiguos miembros de Looking Glass Studios, fue el encargado de desarrollar el título. A principios de su desarrollo, el proyecto no tenía conexión o similitud alguna con el Sinistar original. Luego, y después de adquirir de Midway Games los derechos de la franquicia, el estudio decidió reorientar el desarrollo del título para ajustarlo a la propiedad recientemente adquirida. Así, se alteró el diseño original del juego, debido a la necesidad de introducir elementos similares a los de Sinistar; aunque la estructura gráfica se mantuvo sin cambios. Sobre el desarrollo del juego, AGH señaló que las expectativas del producto final se lineaban como "una combinación de la alta calidad gráfica de Out of the Void junto a la rápida y frenética acción de Sinistar."
AGH también señaló que "de acuerdo con GameFX, los efectos visuales en tres dimensiones de Sinistar: Unleashed se elevarían por encima de la (para ese entonces) actual generación de juegos, con efectos de iluminación y sistemas de partículas que hacen a Sinistar: Unleashed mucho más que una simple mejora sobre el original." Además, la capacidad técnica del juego permitió la existencia de "más de 25 enemigos singularmente dinámicos ... controlados por una IA avanzada y con su propio arsenal de armas mortales, ataques y personalidades malvadas." THQ reveló que el juego fue optimizado para el (en ese entonces) recientemente lanzado procesador Pentium III de Intel para así permitir que la "iluminación y motor de transformación geométrica procesaran los detalles más rápido." En su libro Computer Gamer's Bible, Mark L. Chambers y Rob Smith observaron el diseño técnico de Sinistar: Unleashed y destacaron que "los desarrolladores han añadido gran exactitud a la física de colisiones, y buscar recursos en el campo de asteroides requerirá de una buena precisión con el mouse."

## Lanzamiento
Sinistar: Unleashed fue anunciado por THQ en febrero de 1999, dos años después de que la empresa licenciara de Midway Games la franquicia Sinistar. Dos demos del juego fueron producidos. El segundo, publicado en septiembre de 1999, incluyó varias mejoras técnicas sobre el primero, mostrando los dos primeros niveles del juego. Al anunciar el juego, Noé C. Davis, director de tecnología de THQ y gerente general de GameFX, dijo: "Lo que hizo al juego original un clásico es que es fácil de aprender, pero difícil de dominar." Luego explicó: "Estamos enfocados en capturar esa magia usando muchos elementos del juego original, al mismo tiempo que mostramos el universo utilizando nuestra tecnología patentada GameFX". IGN informó el 3 de septiembre de 1999 que el desarrollo del juego había sido completado, y el mismo fue lanzado a nivel mundial el 15 de septiembre de 1999. Un parche para el juego fue lanzado el 22 de noviembre de 1999.

## Recepción
Sinistar: Unleashed recibió una aprobación moderada, obteniendo una puntuación media de 65,75% en el sitio web de reseñas GameRankings. Los críticos coincidieron en que los desarrolladores se mantuvieron fieles al juego original y elogiaron las mejoras gráficas como "indiscutiblemente hermosas", además de calificar al juego como una "potencia gráfica". Erik Wolpaw, escritor de GameSpot, señaló que el juego sufrió de varios problemas, tales como el diseño de los controles, a los que calificó como "demasiado complejos para un juego de acción." Wolpaw añadió que aunque los desarrolladores tuvieron éxito en capturar la esencia del juego anterior, esto era "algo en detrimento del producto final."
Un escritor de Allgame se mostró satisfecho con los gráficos del juego, pero criticó cómo fueron diseñados los Sinistars, comentando que "el Sinistar ... simplemente no inculca la misma sensación de pánico [que el juego anterior]". Vicente López de IGN señaló la similitud del juego con su predecesor y felicitó a su desarrollador por la alta calidad de los gráficos, así como por la adición de una amplia variedad de armas, entre otras características técnicas. Sin embargo, López catalogó a las armas como "una lista de control más que una utilidad." Además, López indicó que Sinistar: Unleashed "se siente inmediatamente familiar para los fans del juego original, aparte de añadir nuevas características (y una revisión gráfica completamente nueva) para generar una sensación de novedad en el juego".
Nash Werner de GamePro explicó que GameFX, junto con THQ, "ha lanzado una versión moderna en 3D" del Sinistar original que "incluye algunos de los mejores gráficos jamás vistos en un juego espacial." Además, agregó que el juego había perdido "parte del alma" que el original poseía. Bob Mandel de The Adrenaline Vault quedó impresionado con el juego. Aunque reconoció que "ciertamente muchos compradores y críticos destruirán este título sin piedad, lamentando la ausencia de misiones complicadas y planificación táctica", afirmó que con Sinistar: Unleashed, GameFX y THQ lograron crear un "clásico verdadero." Mandel lo categorizó como el único remake de un juego de la década de 1980 capaz de lograr ese estado.
Ley Caryn, escribiendo para la revista Computer Games Magazine, alabó a THQ por la inclusión de elementos del juego original y por los "increíbles" gráficos del juego. No obstante, criticó la trama y el diseño de juego, ya que actualmente "los jugadores quieren juegos que impliquen más que simplemente volar cosas." Caryn también sostuvo que Sinistar: Unleashed "se remonta a los días en que todo lo que necesitabas era una buena coordinación y un bolsillo lleno de monedas." Chris McMullen de Games Domain discutió los aspectos técnicos del juego en su revisión, afirmando que Sinistar: Unleashed "no solamente suena y se ve bien", sino que también es "divertido y exrañamente adictivo." Sin embargo, citó a la jugabilidad repetitiva como un defecto.
PC Zone elogió el juego, señalando que "el estilo rico y orgánico le otorga al juego una atmósfera hipnótica" y afirmando que "con el Sinistar burlándose de ti como lo hizo en 1983, y con el juego eran esencialmente sin cambios, los que disfrutaron de la obra clásica envejecida se encontrarán que Sinistar: Unleashed es un digno sucesor." John Lee, escribiendo para la revista Next Generation, dio una opinión un tanto mediocre del juego, calificándolo como un juego lleno de poco contenido. Lee agregó que el juego era básicamente "otro viaje al estilo retro." Ley Caryn de GameSpy concluyó que Sinistar: Unleashed fue ".. simplemente Sinistar vestido con gráficos en 3D," ofreciendo "nada nuevo en la forma de un desafío."